# Hooj Choons
Hooj Choons is een Brits platenlabel dat gespecialiseerd is in dancemuziek. Het label bracht halverwege de jaren negentig de hits van onder andere Felix en JX uit. In de late jaren negentig specialiseerde het zich in trance en Progressive house en bracht daarmee klassiekers als Cafe del mar van Energy 52 en Netherworld van L.S.G voort. Na 2000 verloor het label aan relevantie.

## Geschiedenis
Het label werd in 1990 opgericht door Jerry Dickens (Red Jerry) en aanvankelijk ook Phil Howells. Hoewel Howells al snel vertrok. Het weinig bekende Carnival Da Casa van de Rio Rhythm Band werd de eerste release. Het eerste grote succes werd geboekt met Don't you want me van Felix dat in 1992 een wereldhit werd. Al was daar de hulp van het grotere DeConstruction voor nodig. Daarna volgen er nog enkele hits zoals Lift my cup van Gloworm en Make you whole van Andronicus. Ook Jerry's eigen project JX bracht er hits als Son of a gun (1994), You belong to me (1995) en There's nothing I won't do (1996).
In rond 1996/1997 begon het label zich meer op trance te richten. Daarmee werd in 1997 de ene klassieker na de andere uitgebracht. De Three 'N One remix van Cafe del mar door Energy 52 en Beachball van Nalin & Kane werden de grootste hits. Ook Netherworld van L.S.G, Everytime van Lustral, Invisible van Tilt en The Distant Voices E.P. van Lost Tribe werden goed ontvangen. In 1998 braken ook de Nederlanders van Three Drives door op het label met Greece 2000. Sublabel Lost Language werd in 2000 verzelfstandigd.
Na 2000 wist het label de nieuwe muzikale ontwikkelingen niet bij te benen. Het publiek verloor de interesse. Het label ging in 2003 failliet daardoor. In 2006 werd het onder de nog steeds bestaande afsplitsing Lost Language weer tot leven gewekt waarbij het met tussenpozen actief is. De meest opvallende release werd een samenwerking tussen DJ Kissy Sell Out en The Human League. Deze maakten de single The Things That Dreams Are Made Of.

## Artiesten die werk uitbrachten op Hooj Choons
- Energy 52
- Felix
- The Human League
- JX
- Oliver Lieb
- Matt Darey
- Lustral
- Nalin & Kane
- George Morel
- Patrick Prins
- Salt Tank
- Sister Bliss
- Solar Stone
- Three Drives
- Three 'N One
- Tilt